# لوکاس اتر
لوکاس اتر اسپید کیوبر آمریکایی می‌باشد که رکورد حل مکعب روبیک سه در سه با زمان ۴٫۹۰ ثانیه در دست او می‌باشد. این رکورد را هنگامی که ۱۴ سال داشت در سال ۲۰۱۵ بدست آورد. قبل از او این رکورد در دست Collin Burns با زمان ۵٫۲۵ ثانیه از آمریکا بود. لوکاس اتر همچنین رکورد دار روبیک دو در دو نیز با زمان ۱٫۵۱ ثانیه در سال ۲۰۱۵ می‌باشد.
علاقه لوکاس به مکعب روبیک از زمانی آغاز شد که پدربزرگش یک معکب روبیک برایش خرید. او اولین بار در سال ۲۰۱۱ در یک مسابقه رسمی شرکت کرد. روش حل او شیوه فردریک می‌باشد.
لوکاس فقط با رنگ سفید کراس را درست و شروع به حل می کند و به گفته خودش کالرنوچرال بودن برای او سودیی ندارد.
وی در رشته ریاضی دانشگاه کنتاکی در حال تحصیل می باشد.